# Theódoros Deligiánnis
Pour les articles homonymes, voir Deligiannis (homonymie).
Theódoros Deligiánnis (en grec moderne : Θεόδωρος Δηλιγιάννης) (1820 - 13 juin 1905) est un homme politique grec.

## Biographie
Theódoros Deligiánnis descend d'une famille de grands propriétaires du Péloponnèse, les Deligiánnis, et nait à Langádia, berceau de la famille. Il étudie le droit à Athènes, et en 1843 il entre au ministère de l'Intérieur. Il en devient le secrétaire permanent en 1859. En 1862, il devient ministre des Affaires étrangères. En 1867, il est ambassadeur à Paris.
Il est le grand adversaire politique de Charílaos Trikoúpis. Il est le représentant de la Grèce au congrès de Berlin en 1878. Il est 5 fois premier ministre de Grèce.
Durant son dernier mandat, il est assassiné le 13 juin 1905 en représailles contre les mesures rigoureuses prises par lui contre les maisons de jeu.

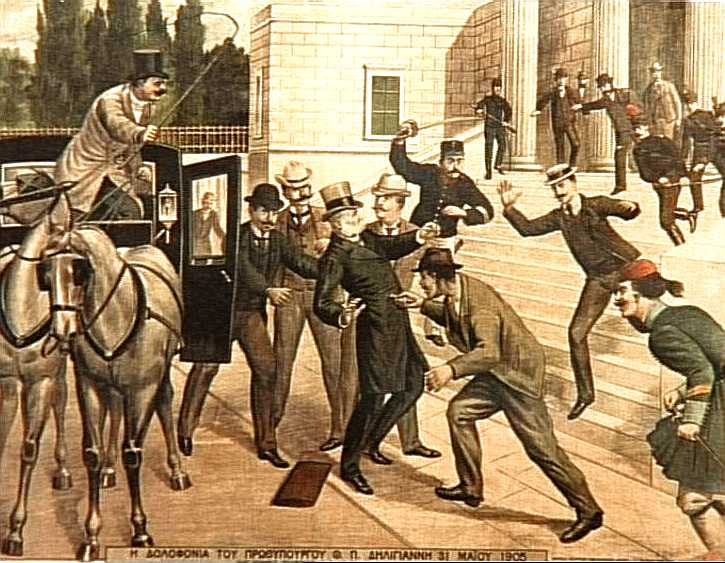
L'assassinat de Deligiannis

Le défaut principal de Deligiánnis comme homme d'État était qu'il ne pouvait pas prendre conscience que la prospérité d'un État dépendait de sa capacité à adapter ses ambitions à ses moyens. Il a représenté les vrais souhaits et aspirations de ses compatriotes, parfois avec démagogie. Sa mort fut l'occasion pour une démonstration extraordinaire de peine populaire. Il est mort dans un état d’extrême pauvreté, et une pension fut votée pour ses deux nièces qui vivaient avec lui.